# Liste des évêques de Couserans
Pour un article plus général, voir Diocèse de Couserans.

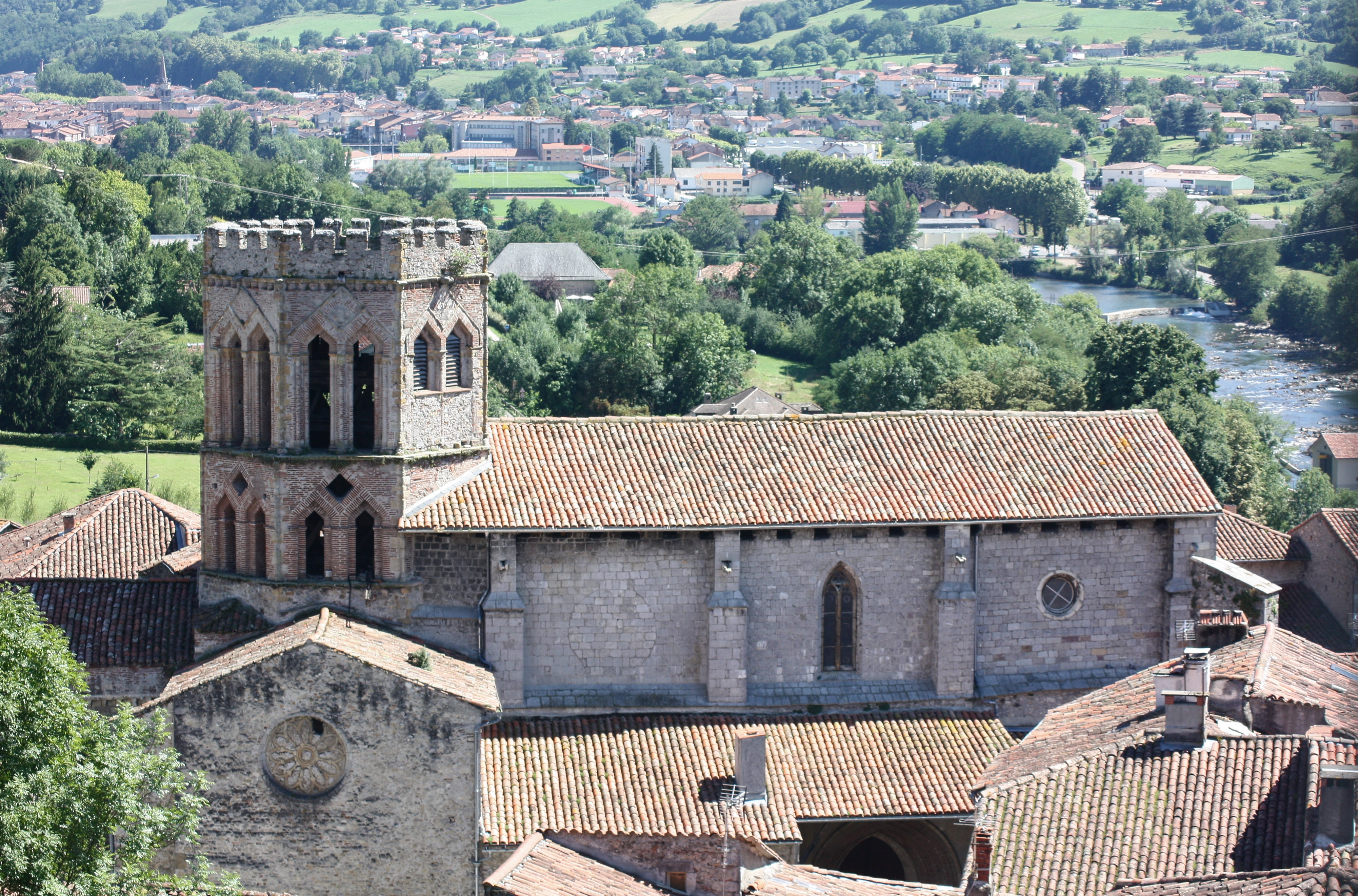
La cathédrale Saint-Lizier de Saint-Lizier.

Le siège de l'évêque était situé à Saint-Lizier, en Couserans, à l'ouest de l'actuel département de l'Ariège.
L'évêché fut supprimé le 29 novembre 1801, et le territoire du diocèse fut réuni à celui de l'archidiocèse de Toulouse, puis à celui de Pamiers le 6 octobre 1822.

## Sont évêques
- vers 451 : saint 'Valier (Valerius)

- 506-† vers 548 : Glycerius
- 549-551 : Théodore (ou Theodorus)

- vers 614 : Jean Ier (ou Johannes)
- saint Quintianus
- † avant 663 : saint Licerius (ou Lizier), qui siège 44 ans.
- vers 663 ou 664 : Sesemundus
- Maurolenus

- vers 788-vers 791 : Francolinus

- vers 879 : Wainard (ou Wainardus)
- vers 887 : Roger Ier (ou Rogerius)

- 973-978 : Bernard Ier (ou Bernardus)

- vers 1019 : Atto
- vers 1025 : Béranger Ier (ou Berengarius)
- vers 1035 : Bernard II Raimond Pelet (ou Bernardus Raymundus), simultanément abbé de Lezat et évêque de Couserans. abbé de Lézat en 1036, présent à la dédicace de l'église de Girone, rebâtie en 1038 et fait rebâtir celle de Lézat[1]. Il assista en 1045 à un concile de Narbonne et à la consécration de l'église de l'abbaye de Saint-Martin-Lys. Il assiste en 1056 au synode tenu à Toulouse par ordre du pape Victor II. Il vivait encore en 1068.
- 1078-1085 : siège vacant
- 1085-1095 : Guillaume Ier (ou Guilielmus)

### XIIesiècle
- 1117-1120 : Jordanes Ier (ou Jourdain)
- 1120-1155 : Pierre Ier (ou Petrus)
- 1165-1177 : Roger II (ou Rogerius)
- vers 1177 : Augustin (ou Augustinus)
- Étienne[2] (ou Stephanus)
- vers 1180 : Auger Ier (ou Augerius)
- 1190-1191 : Arnaud Ier (ou Arnoldus, ou Arnaldus)
- 1195-1198 : Laurent (ou Laurentius)

### XIIIesiècle
- 1208-1211 : Navarrus d'Acqs
- 1213 : Sance[3] (ou Sanchius)
- vers 1226 : Raymond Ier (ou Raymundus)
- vers 1229 : Cerebrun

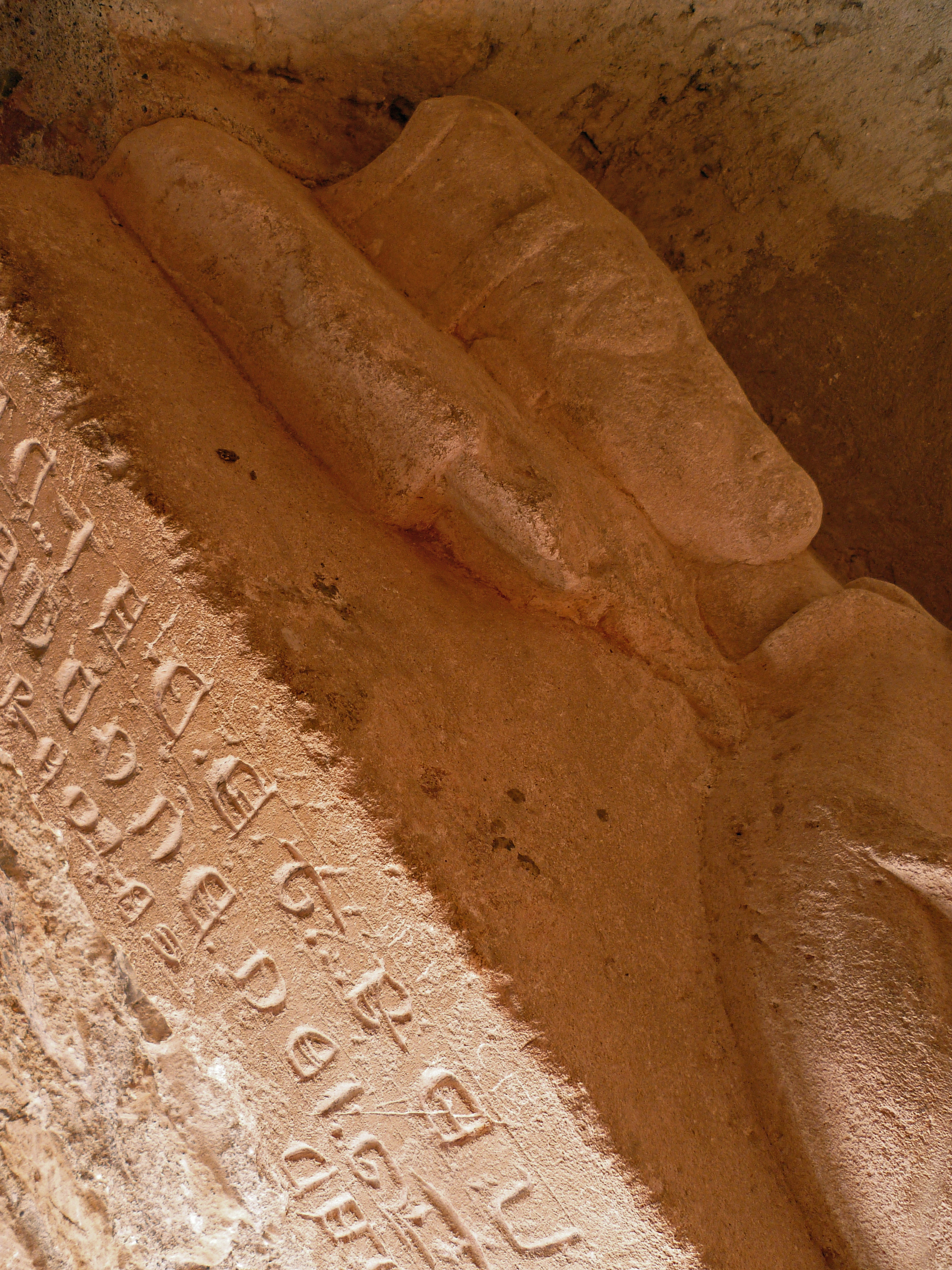
Tombe d'Auger de Montfaucon (1279-1303)

- 1246-† 4 octobre 1270 : Nicolas[4] (ou Nicolaus)
- vers 1273 : Pierre II (ou Petrus)
- ?-† 16 octobre 1275 : Raymond II de Saboulies (ou Raymundus de Sobole)
- 1277-† vers 1279 : Raymond de Restoil ou Raymond III de Rostoil (ou Raymundus)
- 1279-† 1er juin 1303 : Auger II de Montfaucon (ou Augustin)

### XIVesiècle
- 1303-† 31 mai 1309 : Bernard III de Montaigu
- avant 1313-† 31 mai 1329 : Arnaud II Fredeti (ou Arnaldus)
- 27 juin 1329-† 1336 : Raymond IV de Montaigu (ou Raymundus) ou encore Raymond de Montaigu ou Raymond d'Espet, évêque de Clermont (même personne selon CH )
- vers 1336-vers 1337 : Antoine d'Aspel (ou Antonius) († 1340)
- vers 1337-† janvier 1342 : Pierre III de Palude (ou Petrus)
- Le 9 décembre 1345-1348, Durand de Chapelles (ou Durandus), († 1361, alors évêque de Maguelone)
- 1354-† 1er décembre 1358 : Canard (ou Canardus)
- vers 1358-janvier 1360 ou 1361 : Jean de Rochechouart (ou Joannes)
- vers 1361-† 17 octobre 1362 : Béranger II (ou Berengarius)  meurt le 15 octobre 1362
- 10 décembre 1362-1368 : Ponce de Villemur (ou Pontius)[5]
- janvier 1371-1381 : cardinal Amelius de Lautrec († 7 juillet 1390)
- 1381-vers 1384 : Arnaud III (ou Arnaldus)
- 1384-1389 : Pierre Aimery ou Pierre Aymery (Aimerici) ou encore Pierre IV (ou Petrus)
- 17 mai 1390-vers octobre 1390 : Robert du Bosc (ou Robertus)
- 1391 : Gérard Ier (ou Gérald, ou Geraldus)
- vers 1391 (?)-† 13 août 1398 : Raymond V (ou Raymundus),

### XVesiècle
- Sicard de Bourguerol (ou de Brugayroux), docteur en décrets, nommé vers 1400, il meurt le 19 juillet 1412[6], [7], [8]

- Guillaume II (ou Guilielmus), mort le 13 août 1398
- Guillaume Réol ?[9]
- vers 1412 ou 1413 (17 janvier) : Guillaume III Beau-Maître (ou Guilielmus)
- 1417 : Guillaume IV de Nalajo (ou Guilielmus), mort en 1425[10].
- Arnaud de Saliers, transféré d'Aire le 22 décembre 1423, transféré à Lescar le 18 mai 1425[11].
- Jean de Fabri, transféré de Lescar le 18 mai 1425, mort en juillet 1425[12].
- 10 septembre 1425-1432 : Gérard II Faidit, transféré de Montauban le 10 septembre 1425
- 1433-1438[13] : Jean Le Jeune, Jean III (Joannes)
- 1439 : Guillaume V d'Estouteville[14]

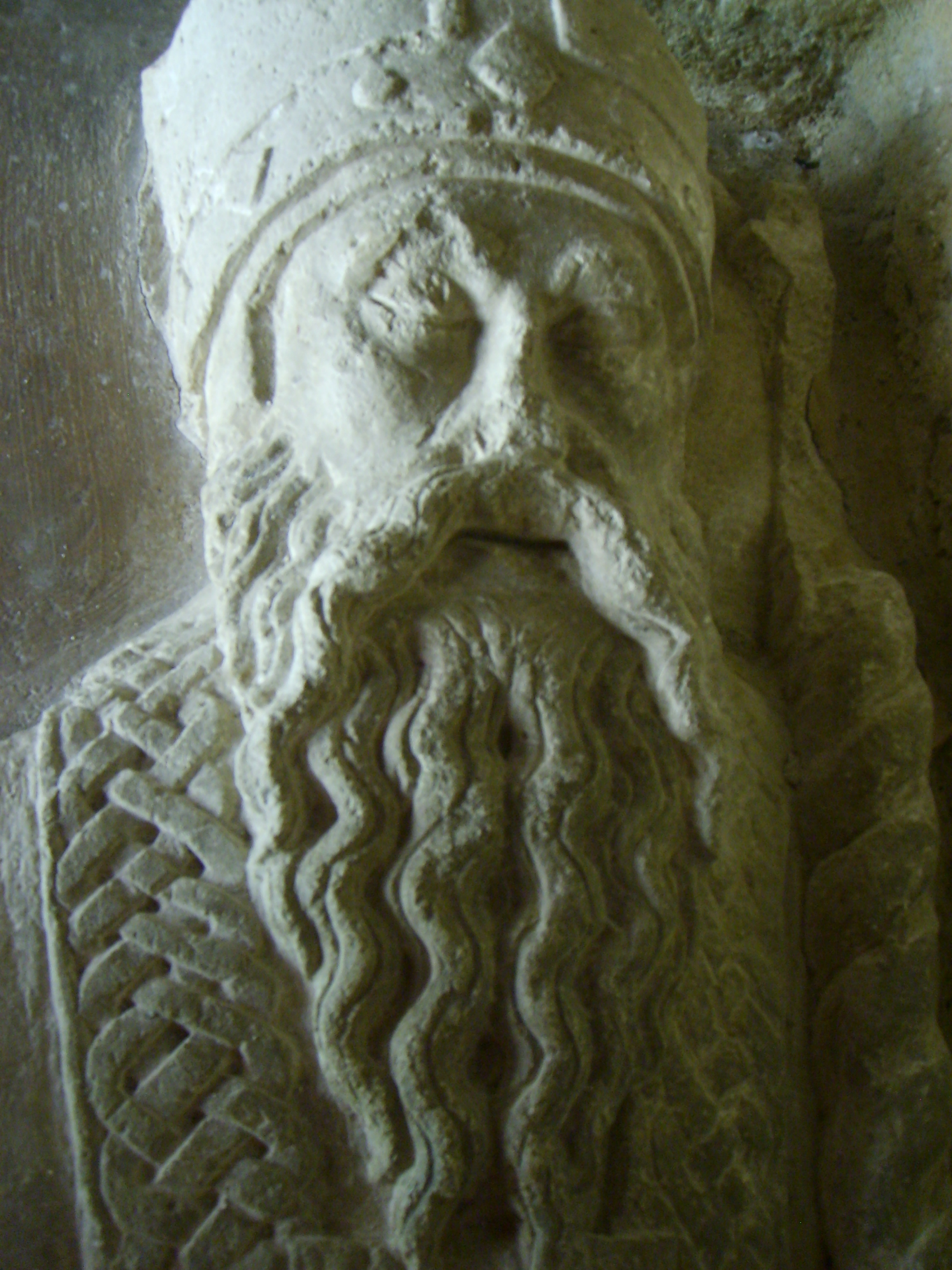
Hector d'Ossun (1548-1574).

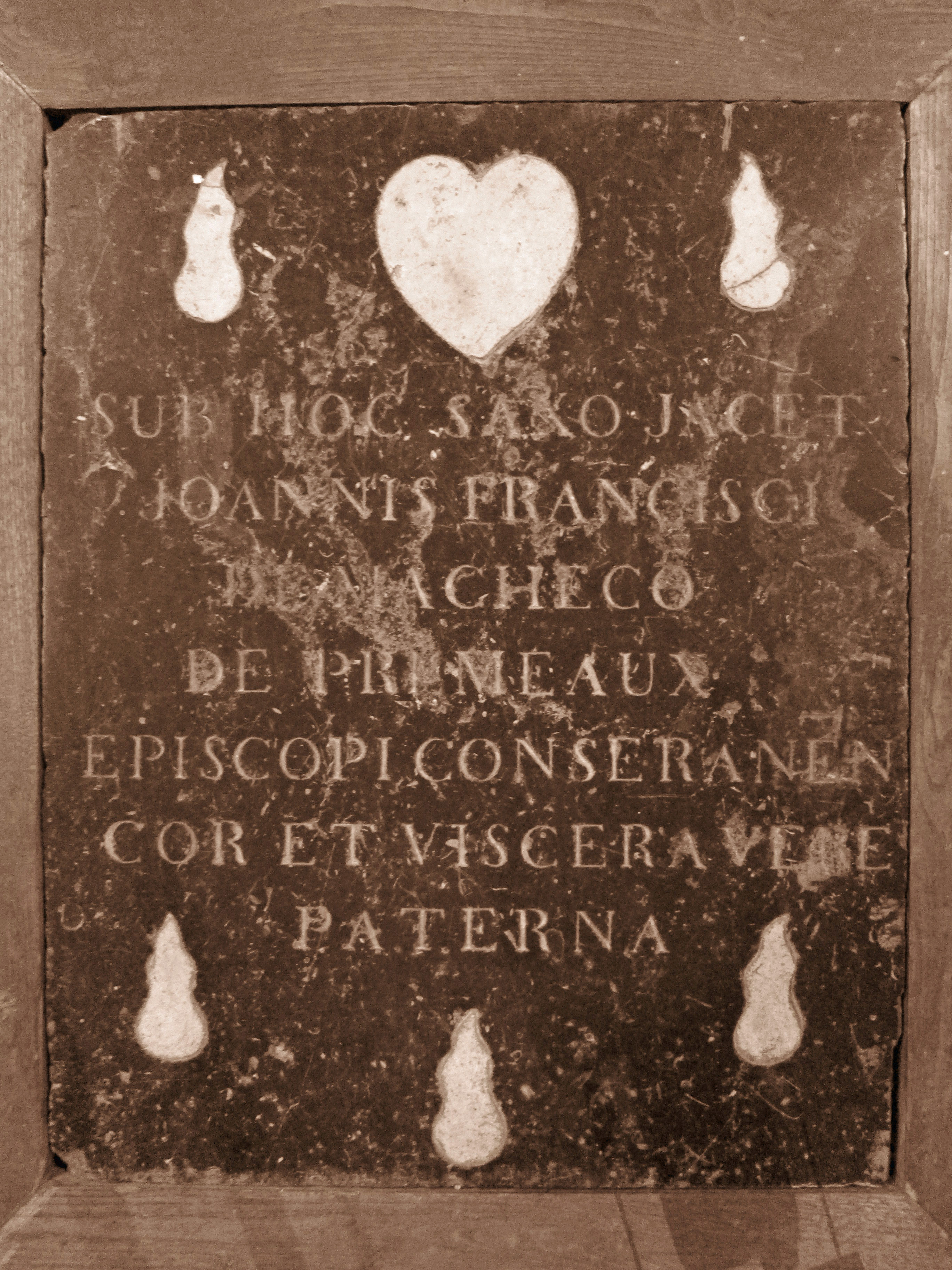
Reliques de Jean-François de Machéco de Prémeaux (1726 - 1752) conservées à la cathédrale Saint-Lizier.

- 23 mars 1439-vers 1441 : André (ou Andreas)
- 17 mai 1441-† 1443 : Jordanes II d'Aure
- octobre 1443-vers 1444 : Raymond VI de Tullio (ou Raymundus)
- 1444-1461 : Tristan d’Aure (ou Tristandus) († 30 octobre 1509)[15]
- 1462-1475 : Guichard d'Aubusson
- 1480-1515 : Jean IV d'Aule (ou Joannes)

### XVIesiècle
- 1515-1523 : Charles de Gramont (ou Carolus)
- 27 avril 1523-19 juillet 1524 : Gabriel Ier de Gramont (ou Gabriel de Gramont d'Acromonte), qui sera cardinal en 1530.
- 1524-† 1548 : Ménald de Martory (ou Menaldus)
- 1548-† septembre 1574 : Hector d'Ossun
- 1581-1592 :  François Bonard († 1595)
- 1593-† 1612 : Jérôme de Langue (ou Hieronymus)

### XVIIesiècle
- 1614-14 novembre 1621 : Octave de Saint-Lary de Bellegarde
- 10 mars 1624-† 1641 : Bruno Ruade
- 28 décembre 1642-27 mai 1652 : Pierre V de Marca (ou Petrus), consacré le 25 octobre 1648.
- 28 mai 1653-† 22 janvier 1680 : Bernard IV de Marmiesse
- février 1680-† 24 décembre 1707 : Gabriel II de Saint-Esteben

### XVIIIesiècle
- 14 janvier 1708-† octobre 1725 : Isaac-Jacques de Verthamon de Chalucet[16] (ou Isaac-Jacobus, ou Jean-Jacques de Verthamon[17])
- 1726-† avril 1752 : Jean-François de Machéco de Prémeaux[16] (ou Joannes-Franciscus, ou Jean-François de Machéco de Bremeux[17])
- 22 octobre 1752-† 28 septembre 1779 : Joseph de Saint-André de Marnays de Vercel
- 1779-1790 : Dominique de Lastic de Fournels[16] (ou Dominicus, ou Dominique de Lastic[17]), titulaire du siège jusqu'à sa mort survenue en exil en Allemagne le 3 mars 1795; dernier évêque avant la suppression du siège.